# Rajd Krakowski 1985
Rajd Krakowski 1985 – 10. edycja Rajdu Krakowskiego. Był to rajd samochodowy rozgrywany od 19 do 20 kwietnia 1985 roku. Była to druga runda Rajdowych Samochodowych Mistrzostw Polski w roku 1985. Rajd składał się z trzydziestu dwóch odcinków specjalnych. Został rozegrany na nawierzchni asfaltowej i szutrowej. Zwycięzcą został Marian Bublewicz.

## Wyniki końcowe rajdu[1][2]
| Miejsce | Kierowca              | Pilot                | Samochód               | Czas    | Strata | Grupa Klasa |
| ------- | --------------------- | -------------------- | ---------------------- | ------- | ------ | ----------- |
| 1       | Marian Bublewicz      | Ryszard Żyszkowski   | FSO Polonez 2000 Turbo | 1:41:29 | -      | B-31        |
| 2       | Janusz Szerla         | Zbigniew Baran       | FSO 1600               | 1:47:24 | +5:54  | A-14        |
| 3       | Mariusz Kostrzak      | Marek Smolec         | Lada VAZ 2105 MTX      | 1:52:28 | +10:58 | B-21        |
| 4       | Tomasz Stawowczyk     | Wojciech Stawowczyk  | FSO 1600 A             | 1:54:04 | +12:35 | A-14        |
| 5       | Tadeusz Buksowicz     | Jacek Lisicki        | FSO Polonez 1600       | 1:54:59 | +13:29 | A-14        |
| 6       | Sławomir Barszczewski | Dariusz Palonka      | Renault 5 Alpine       | 1:56:30 | +15:00 | B-31        |
| 7       | Dariusz Poletyło      | Tomasz Szostak       | FSO 1500               | 1:56:51 | +15:21 | N-02        |
| 8       | Marek Ryndak          | Zdzisław Grzyb       | Lada 1600              | 2:00:11 | +18:41 | B-31        |
| 9       | Piotr Kufrej          | Maciej Hołuj         | FSO 1600 A             | 2:01:10 | +19:40 | A-14        |
| 10      | Czesław Zadygowicz    | Tadeusz Wieczeryński | Lada VAZ 2105 MTX      | 2:02:39 | +21:09 | B-21        |